# Claude Loiselle
Pour les articles homonymes, voir Loiselle.
Claude G. Loiselle (né le 29 mai 1963 à Ottawa, dans la province de l'Ontario au Canada) est un joueur de hockey professionnel retraité ayant évolué à la position de centre.

## Carrière
Réclamé au deuxième tour par les Red Wings de Détroit lors du repêchage de 1981 de la Ligue nationale de hockey alors qu'il évolue pour les Spitfires de Windsor de la Ligue de hockey de l'Ontario, Loiselle retourne avec ces derniers pour les deux saisons suivantes, étant rappelé pour quelques rencontres avec le grand club.
Devenant joueur professionnel officiellement lors de la saison 1982-1983, il partage les quatre saisons suivantes entre les Red Wings et leur club affilié dans la Ligue américaine de hockey, les Red Wings de l'Adirondack, avant de se voir être échangé à l'été 1986 aux Devils du New Jersey avec qui il décroche un poste permanent en LNH.
Après trois saisons avec les Devils, ceux-ci l'échangent durant l'été 1989 aux Nordiques de Québec pour qui il dispute deux saisons. Au cours de cette deuxième année avec les Nordiques, il est réclamé au ballotage par les Maple Leafs de Toronto. Loiselle reste alors avec les Maple Leafs durant près d'un an avant d'être échangé à nouveau, cette fois aux Islanders de New York.
Il subit, au cours de la saison 1993-1994, une sévère blessure à un genou et voit sa saison prendre fin après seulement dix-sept rencontres de disputées. Étant incapable de se remettre complètement de cette blessure, il annonce son retrait de la compétition au terme de la saison.
Il occupe ensuite le poste de codirecteur des opérations hockey à la LNH pendant sept ans avant de devenir directeur général adjoint pour les Maple Leafs de Toronto en 2010.

### Statistiques en club
| Saison     | Équipe                    | Ligue      |     | Saison régulière | Saison régulière | Saison régulière | Saison régulière | Saison régulière |   | Séries éliminatoires | Séries éliminatoires | Séries éliminatoires | Séries éliminatoires | Séries éliminatoires |
| Saison     | Équipe                    | Ligue      | PJ  | B                | A                | Pts              | Pun              | PJ               | B | A                    | Pts                  | Pun                  |                      |                      |
| 1980-1981  | Spitfires de Windsor      | LHO        | 68  | 38               | 56               | 94               | 103              | 11               | 3 | 3                    | 6                    | 40                   |                      |                      |
| 1981-1982  | Spitfires de Windsor      | LHO        | 68  | 36               | 73               | 109              | 192              | 9                | 2 | 10                   | 12                   | 42                   |                      |                      |
| 1981-1982  | Red Wings de Détroit      | LNH        | 4   | 1                | 0                | 1                | 2                |                  |   |                      |                      |                      |                      |                      |
| 1982-1983  | Spitfires de Windsor      | LHO        | 46  | 39               | 49               | 88               | 75               |                  |   |                      |                      |                      |                      |                      |
| 1982-1983  | Red Wings de Détroit      | LNH        | 18  | 2                | 0                | 2                | 15               |                  |   |                      |                      |                      |                      |                      |
| 1982-1983  | Red Wings de l'Adirondack | LAH        | 6   | 1                | 7                | 8                | 0                | 6                | 2 | 4                    | 6                    | 0                    |                      |                      |
| 1983-1984  | Red Wings de Détroit      | LNH        | 28  | 4                | 6                | 10               | 32               |                  |   |                      |                      |                      |                      |                      |
| 1983-1984  | Red Wings de l'Adirondack | LAH        | 29  | 13               | 16               | 29               | 59               |                  |   |                      |                      |                      |                      |                      |
| 1984-1985  | Red Wings de Détroit      | LNH        | 30  | 8                | 1                | 9                | 45               | 3                | 0 | 2                    | 2                    | 0                    |                      |                      |
| 1984-1985  | Red Wings de l'Adirondack | LAH        | 47  | 22               | 29               | 51               | 24               |                  |   |                      |                      |                      |                      |                      |
| 1985-1986  | Red Wings de Détroit      | LNH        | 48  | 7                | 15               | 22               | 142              |                  |   |                      |                      |                      |                      |                      |
| 1985-1986  | Red Wings de l'Adirondack | LAH        | 21  | 15               | 11               | 26               | 32               | 16               | 5 | 10                   | 15                   | 38                   |                      |                      |
| 1986-1987  | Devils du New Jersey      | LNH        | 75  | 16               | 24               | 40               | 137              |                  |   |                      |                      |                      |                      |                      |
| 1987-1988  | Devils du New Jersey      | LNH        | 68  | 17               | 18               | 35               | 121              | 20               | 4 | 6                    | 10                   | 48                   |                      |                      |
| 1988-1989  | Devils du New Jersey      | LNH        | 74  | 7                | 14               | 21               | 209              |                  |   |                      |                      |                      |                      |                      |
| 1989-1990  | Nordiques de Québec       | LNH        | 72  | 11               | 14               | 25               | 104              |                  |   |                      |                      |                      |                      |                      |
| 1990-1991  | Nordiques de Québec       | LNH        | 59  | 5                | 10               | 15               | 86               |                  |   |                      |                      |                      |                      |                      |
| 1990-1991  | Maple Leafs de Toronto    | LNH        | 7   | 1                | 1                | 2                | 2                |                  |   |                      |                      |                      |                      |                      |
| 1991-1992  | Maple Leafs de Toronto    | LNH        | 64  | 6                | 9                | 15               | 102              |                  |   |                      |                      |                      |                      |                      |
| 1991-1992  | Islanders de New York     | LNH        | 11  | 1                | 1                | 2                | 13               |                  |   |                      |                      |                      |                      |                      |
| 1992-1993  | Islanders de New York     | LNH        | 41  | 5                | 3                | 8                | 90               | 18               | 0 | 3                    | 3                    | 10                   |                      |                      |
| 1993-1994  | Islanders de New York     | LNH        | 17  | 1                | 1                | 2                | 49               |                  |   |                      |                      |                      |                      |                      |
| Totaux LNH | Totaux LNH                | Totaux LNH | 616 | 92               | 117              | 209              | 1 149            | 41               | 4 | 11                   | 15                   | 58                   |                      |                      |

## Transactions en carrière
- Repêchage 1981 : réclamé par les Red Wings de Détroit (2e choix de l'équipe, 23e au total).
- 25 juin 1986 : échangé par les Red Wings aux Devils du New Jersey en retour de Tim Higgins.
- 17 juin 1989 : échangé par les Devils avec Joe Cirella et le choix de huitième ronde des Devils au repêchage de 1990 (les Nordiques sélectionnent avec ce choix Aleksandr Karpovtsev) aux Nordiques de Québec en retour de Walt Poddubny et du choix de quatrième ronde des Nordiques au repêchage de 1990 (les Devils sélectionnent avec ce choix Mike Bodnarchuk).
- 5 mars 1991 : réclamé au ballotage par les Maple Leafs de Toronto.
- 10 mars 1992 : échangé par les Maple Leafs avec Daniel Marois aux Islanders de New York en retour de Ken Baumgartner et de Dave McLlwain.
- 24 novembre 1993 : annonce son retrait de la compétition à la suite d'une blessure à un genou subie lors d'une rencontre contre les Stars de Dallas